# Makeba

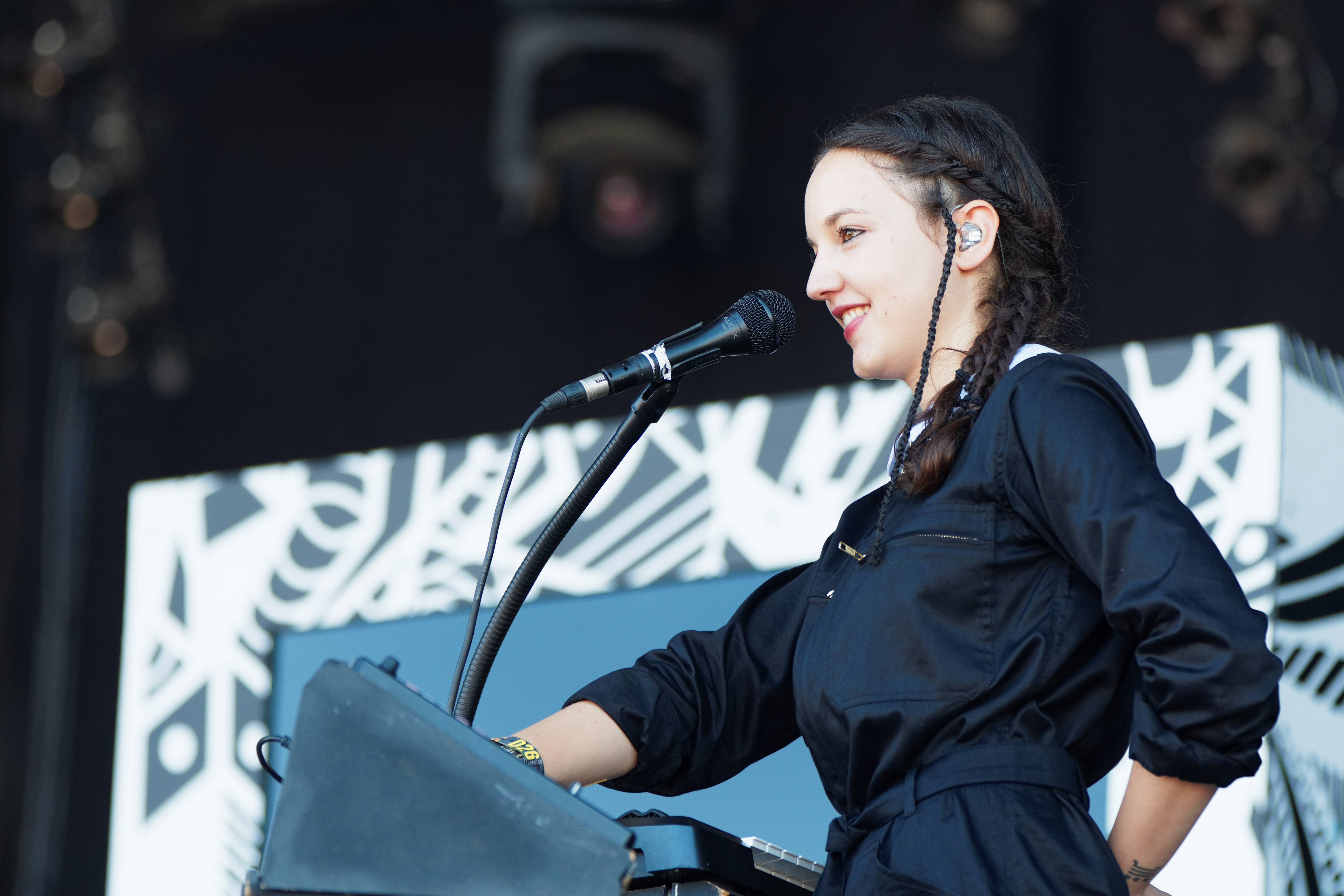
Джейн

«Makeba» — песня французской певицы и автора песен Джейн, выпущенная 22 июня 2015 года из её дебютного студийного альбома Zanaka (2015). Песню она написала сама, а спродюсировал её старый коллега Максим Нуччи. «Makeba» заняла седьмое место во французском чарте синглов в 2017 году.
Песня посвящена известной южноафриканской певице и общественному деятелю Мириам Макеба.
В июне 2023 года «Makeba» снова стала популярной благодаря вирусности в TikTok. Беззаботная песня начала ассоциироваться с хорошим настроением и удовольствием от жизни. Слово «макеба» стали использовать, чтобы рассказать, что им доставляет счастье и удовольствие.

## История
Джейн (настоящее имя Жанн Луиз Галис) подростком четыре года прожила в Конго. Африканские танцевальные мотивы оказали влияние на будущий стиль певицы и стали вдохновением для создания композиции «Makeba».
Песня вошла в дебютный альбом певицы Zanaka, вышедший 6 ноября 2015 года. Альбом, название которого с малагасийского переводится как «ребенок», исполнительница посвятила своей матери — наполовину малагасийке. Альбом имел огромный успех — к февралю 2017 года было продано более 240 000 экземпляров, к апрелю 2017 года альбом находился во французских чартах на протяжении 73 недель, достигнув 5 ступеней. Альбом также попал в чарты Бельгии, Швейцарии, Испании и Италии.

## Видеоклип
30 ноября 2016 года музыкальный клип на сингл Makeba был опубликован в YouTube на официальном канале Jain. В 2018 году видео было номинировано на «Лучшее музыкальное видео» на 60-й ежегодной премии «Грэмми». В видеоклипе африканцы с энтузиазмом танцуют, а вокалистка перемещается между локациями в Африке и много раз обращается к Мириам Макеба в припеве.